# Charise Castro Smith
Charise Castro Smith est une actrice, réalisatrice, scénariste, productrice et dramaturge américaine qui travaille pour les studios Disney.

## Filmographie

### Réalisatrice
- 2021 : Encanto : La Fantastique Famille Madrigal (Encanto)

### Scénariste
- 2015 : Devious Maids (2 épisodes)
- 2016 : L'Exorciste (1 épisode)
- 2016 : The Death of Eva Sofia Valdez
- 2018 : The Haunting (1 épisode)
- 2019 : Sweetbitter (1 épisode)
- 2021 : Encanto : La Fantastique Famille Madrigal

### Actrice
- 2010 : The Good Wife : l'assistante (1 épisode)
- 2011 : Body of Proof : Elena Rosas (1 épisode)
- 2012 : Unforgettable : Audrey Cruz (1 épisode)
- 2012 : The Pilgrim and the Private Eye : l'actrice

### Productrice
- 2016 : L'Exorciste (8 épisodes)
- 2016 : The Death of Eva Sofia Valdez
- 2018 : The Haunting (10 épisodes)
- 2019 : Sweetbitter (8 épisodes)
- 2021 : Raya et le Dernier Dragon

## Dramaturge
- 2008 : Estrella Cruz [The Junkyard Queen]
- 2010 : Boomcracklefly
- 2012 : The Hunchback of Seville
- 2013 : Feathers and Teeth
- 2014 : That High Lonesome Sound
- 2015 : Washeteria
- 2016 : El Huracán